# Bue (bygningsdel)
 For alternative betydninger, se Bue. (Se også artikler, som begynder med Bue)
Buen er en bygningsdel, som danner en bærende afslutning over en åbning i en mur. En ægte, dvs. muret bue er udformet, så belastningen føres videre fra sten til sten ned over buen, så den til sidst bliver ledt ned i underlaget ved siden af åbningen, f.eks. almindeligt murværk, søjler eller piller. Stenene umiddelbart under buen kaldes "vederlagssten", de nederste sten i buen "tryklejesten", mens stenen i buens top hedder "slutstenen". Buens ind- og udvendige side kaldes henholdsvis intrados (af latin: "inden for ryggen") og ekstrados (latin: "uden for ryggen"). Afstanden mellem buens to ender, tryklejestenene, danner tilsammen buens "spændvidde".

## Vinduesbue
Vinduesbuen er en betegnelse for et afrundet vindues øvre form. Betegnelsen er også benyttet om en muret bue over et vindue. Anvendes især om vinduets form i kirkebygninger, hvor vindues-buen er et af de sikreste tegn på den stilart, kirken er bygget i samt opførelsestidspunktet.
Romansk stil er kendetegnet ved rundbuen, og små vinduer. Gotisk stil er kendetegnet ved spidsbuen og store vinduer. Bueformerne findes normalt også i andre dele af kirkebygningen, f.eks. blændinger og stræbepiller. Skiftet mellem de to stilarter forløb over en længere periode omkring år 1300, og en del kirker har fået tilføjet gotisk inspirerede detaljer til den oprindelige romanske stil.

## Galleri
- Sct. Michaels kirke, Kolding har en typisk spidsbue over indgangspartiet.
- Vestervig kirke. Vinduet i baggrunden og rumadskillelsen er udformet i typisk romansk rundbuestil.
- Ramløse kirke. Tårnet har to spidsbuede og et rundbuet vindue.(Blandingsstil).